# Río San Juan (Uruguay)
El río San Juan es un río Uruguayo que se encuentra en el departamento de Colonia. Nace en la Cuchilla de San Salvador y desemboca en el Río de la Plata. Su longitud es de 77 km.
En su desembocadura se encuentra el Parque Anchorena, dominado por una torre de piedra de 75 metros de altura. El parque, que incluye la antigua residencia de Aarón de Anchorena destinada hoy a residencia presidencial, es una Reserva Ecológica donde se pueden apreciar numerosas especies animales y vegetales tanto autóctonas como exóticas.
La torre recuerda al explorador Sebastián Gaboto, ya que en ese sector se encontraron restos arqueológicos de una ocupación española del siglo XVI, de acuerdo con el relato del cronista Ruy Díaz de Guzmán publicado en 1612 (Cap. VI).
La navegabilidad del Río San Juan permaneció restringida desde el año 2006 hasta el año 2020. Las restricciones habían sido impuestas en el marco del Conflicto entre Argentina y Uruguay por plantas de celulosa, aduciendo razones de seguridad para la residencia presidencial. Tradicionalmente, el lugar era muy visitado por embarcaciones deportivas que podían pernoctar en el lugar.